# Ecnomiohyla

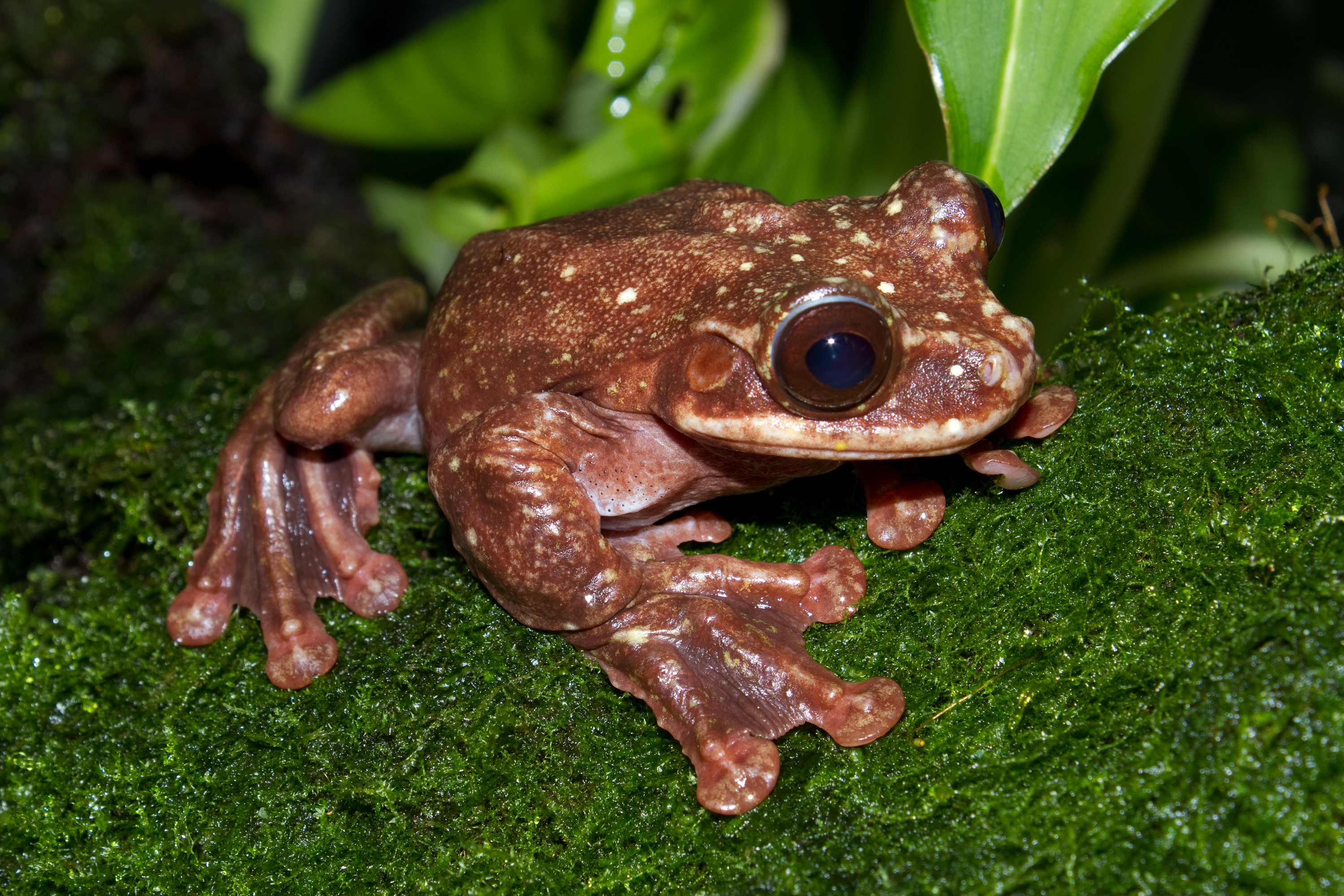
Ecnomiohyla rabborum

Ecnomiohyla ist eine Gattung aus der Familie der Laubfrösche (Hylidae). Sie kommt in Mittelamerika und den angrenzenden Gebieten in Nord- und Südamerika vor.

## Beschreibung
Die Gattung Ecnomiohyla wurde im Jahr 2005 nach molekularbiologischen Untersuchungen aus der Gattung Hyla ausgegliedert. Sie ist hauptsächlich durch verschiedene genetische Differenzierungen von anderen Gattungen abgegrenzt. Es ist bislang keine morphologische Synapomorphie des Taxons bekannt.

## Vorkommen
Das Gebiet, in dem die Gattung vorkommt, reicht vom Süden Mexikos über Mittelamerika bis Kolumbien. Der Lebensraum ist bewaldetes, feuchtes Hochland.

## Systematik
Die Gattung Ecnomiohyla wurde 2005 durch Faivovich et al. erstbeschrieben. Die Typusart ist Ecnomiohyla miliaria, sie wurde ursprünglich als Hypsiboas  miliarius von
Edward Drinker Cope im Jahr 1886 beschrieben.
Die zehn im Jahr 2005 in die Gattung Ecnomiohyla gestellten Arten gehörten früher der Gattung Hyla an. Später wurden vier weitere Arten in dieser Gattung beschrieben, zwei wurden in andere Gattungen gestellt. Damit sind insgesamt 12 Arten in dieser Gattung.
Stand: 9. August 2022
- Ecnomiohyla bailarina Batista, Hertz, Mebert, Köhler, Lotzkat, Ponce & Vesely, 2014
- Ecnomiohyla echinata (Duellman, 1961)
- Ecnomiohyla fimbrimembra (Taylor, 1948)
- Ecnomiohyla miliaria (Cope, 1886)
- Ecnomiohyla minera (Wilson, McCranie & Williams, 1985)
- Ecnomiohyla phantasmagoria (Dunn, 1943)
- Ecnomiohyla rabborum Mendelson, Savage, Griffith, Ross, Kubicki & Gagliardo, 2008
- Ecnomiohyla salvaje (Wilson, McCranie & Williams, 1985)
- Ecnomiohyla sukia Savage & Kubicki, 2010
- Ecnomiohyla thysanota (Duellman, 1966)
- Ecnomiohyla valancifer (Firschein & Smith, 1956)
- Ecnomiohyla veraguensis Batista, Hertz, Mebert, Köhler, Lotzkat, Ponce & Vesely, 2014

Für Ecnomiohyla miotympanum (Cope, 1863) wurde die Gattung Rheohyla errichtet, in der sie nun die einzige Art ist. Ecnomiohyla tuberculosa (Boulenger, 1882) wurde in die Gattung Tepuihyla transferiert.